# 华盛顿·巴特利特
华盛顿·蒙哥马利·巴特利特（Washington Montgomery Bartlett，1824年2月29日—1887年9月12日），美国政治家，民主党人，曾任旧金山市长（1883年-1887年）和加利福尼亚州州长（1887年）。
巴特利特是迄今唯一一位犹太裔加州州长。1887年，巴特利特因布赖特氏病在州长任上去世。